# Vesta M. Roy

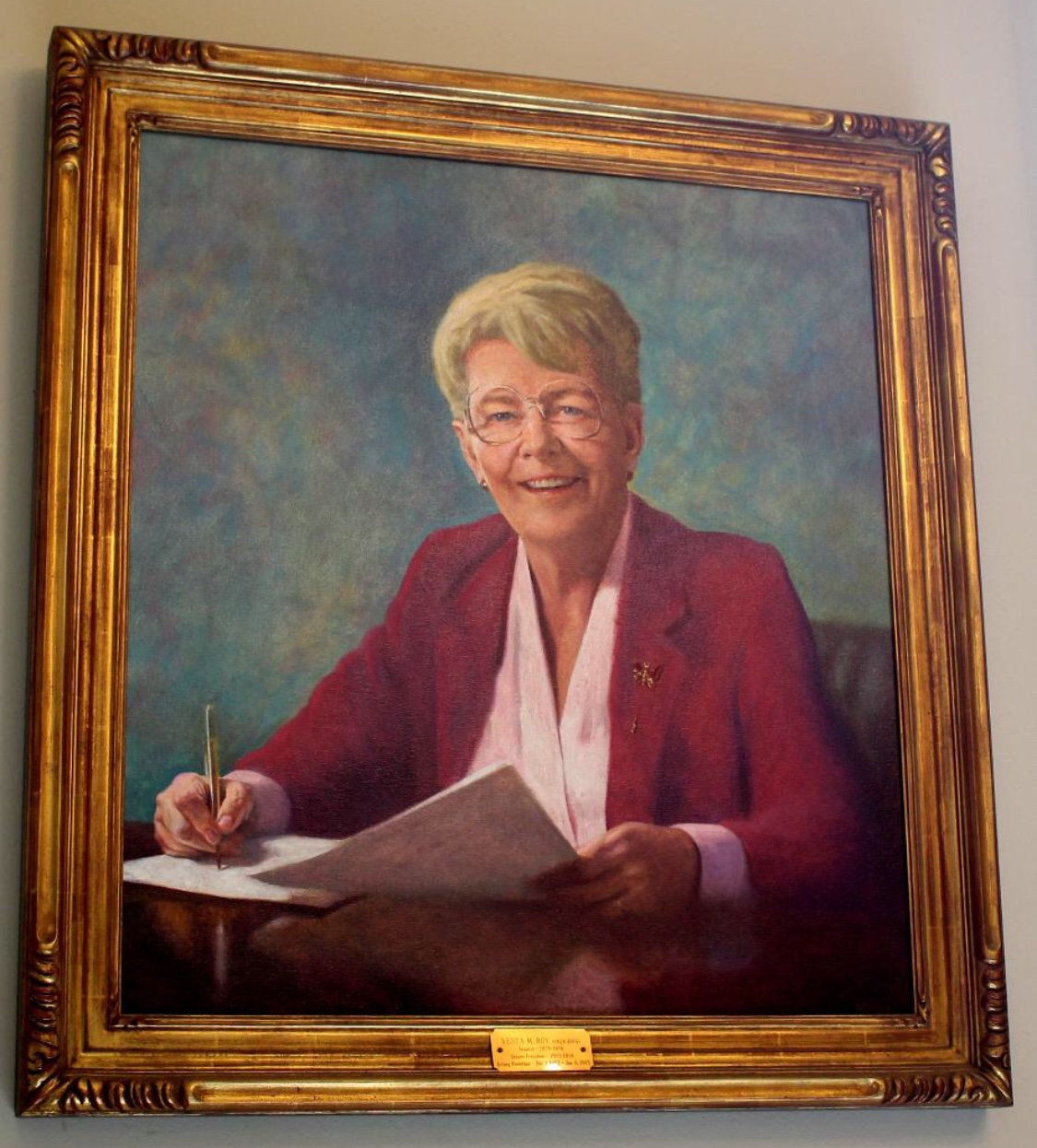
Porträt von Vesta M. Roy im New Hampshire Statehouse

Vesta M. Roy (* 26. März 1925 in Dearborn, Michigan; † 8. Februar 2002 in Kenmore, New York) war eine US-amerikanische Politikerin und von 1982 bis 1983 Gouverneurin des Bundesstaates New Hampshire.

## Werdegang
Vesta Roy wurde in Michigan geboren. Während des Zweiten Weltkrieges war sie Radioberichterstatterin der kanadischen Luftwaffe. Roy wurde Mitglied der Republikanischen Partei. Ihre politische Laufbahn begann sie als Commissioner im Rockingham County in New Hampshire. Zwischen 1973 und 1975 war sie Abgeordnete im Repräsentantenhaus von New Hampshire und von 1978 bis 1986 gehörte sie dem Staatssenat an, dessen Präsidentin sie zwischenzeitlich wurde.
Nach den Gouverneurswahlen des Jahres 1982, bei denen der amtierende demokratische Gouverneur Hugh Gallen gegen John Sununu unterlegen war, erkrankte Gouverneur Gallen an einer seltenen Blutinfektion, die es ihm unmöglich machte, seine restliche Amtszeit bis zum 6. Januar 1983 selbst zu beenden. Daher wurde am 1. Dezember 1982 Vesta Roy als Präsidentin des Senats zur amtierenden Gouverneurin bestellt. Als Gallen dann am 29. Dezember 1982 verstarb, trat sie am Tag darauf offiziell als Gouverneurin dessen Nachfolge für die verbleibenden sieben Tage an, ehe sie dann am 6. Januar 1983 das Amt an John Sununu übergab. Trotz ihrer kurzen Amtszeit ging Roy als erste republikanische Gouverneurin in die Geschichte der USA ein. Außerdem war sie die erste Frau, die dieses Amt in New Hampshire bekleidete.
Vesta Roy unterstützte die republikanischen Präsidentschaftskandidaten Gerald Ford, Ronald Reagan und George Bush, in deren Wahlkampfteam für New Hampshire sie als Beraterin mitwirkte. Sie starb im Jahr 2002 in ihrem Heim in Kenmore in New York, wohin sie sich zurückgezogen hatte. Mit ihrem Mann Albert hatte sie fünf Kinder.